# ハリメデ (衛星)
ハリメデ (Neptune IX Halimede) は、海王星の第9衛星である。

## 発見と命名
ハリメデは、2002年8月14日にマシュー・J・ホルマンが率いる観測グループによって、セロ・トロロ汎米天文台の 4 m 望遠鏡およびマウナ・ケア山のカナダ・フランス・ハワイ望遠鏡を用いた観測で発見された。発見は、サオ、ラオメデイアの発見と合わせて、翌2003年1月13日に国際天文学連合のサーキュラーおよび小惑星センターのサーキュラーで公表され、S/2002 N 1 という仮符号が与えられた。
海王星に新たに衛星が発見されるのは1989年に探査機ボイジャー2号が海王星をフライバイした時以来であり、また地上観測による海王星の新衛星の発見は、1949年にジェラルド・カイパーがネレイドを発見して以来のことであった。非常に暗く遠方を公転している衛星であるため、ボイジャー2号のフライバイの際には観測できなかったと考えられている。
その後2007年2月3日に、ギリシア神話における海の女神であるネレイデスの一人ハリメーデーに因んで命名され、Neptune IX という確定番号が与えられた。
なお2004年になって、1999年に行われた海王星の観測でハリメデが撮影されていたが、この時には見逃されていたことが判明している。当時の観測では新しい衛星は検出されなかったと報告されていたが、2004年のハリメデの新しい天体暦に基づき予想される位置にハリメデが写っていることが確認された。

## 特徴

海王星の不規則衛星の軌道要素を表した図。半径方向の軸は軌道長半径、角度方向は軌道傾斜角を表しており、横軸の上にあるものは順行軌道、下にあるものは逆行軌道で公転していることを示している。青い数値は、海王星のヒル球の半径に対する軌道半径の割合を表している。黄線は近点から遠点までを示しており、この長さが軌道離心率の大きさに対応している。また、点の大きさは各衛星のサイズを表している。中心にあるネレイドのすぐ下に位置しているのがハリメデである。

ハリメデは、海王星の自転方向に対して逆行して周囲を公転している不規則衛星である。軌道傾斜角のみを見るとプサマテとネソと似ているものの、軌道長半径は大きく異なる。
ハリメデの直径は、アルベドを0.04と仮定すると 62 km と推定される。また可視光では中間色 (灰色) を示す。色がネレイドと非常に似ていることや、太陽系年齢の間に天体衝突を起こした確率が高い (41%) と推定されることから、ハリメデはネレイドの破片である可能性が示唆されている。